# NBL 2012/13
Die NBL 2012/13 war die 35. Austragung der australasischen National Basketball League. Die mit sieben Teams aus Australien und einem Team aus Neuseeland ausgetragene Meisterschaft begann am 5. Oktober 2012 und endete am 12. April 2013. Im Finale konnte sich die New Zealand Breakers in der best of three Serie gegen die Perth Wildcats in zwei Spielen durchsetzen und damit ihren dritten Meistertitel erringen.

## Modus
Jedes Team trägt in der regulären Saison 14 Heim- und 14 Auswärtsspiele aus. Die in der Endtabelle auf den ersten vier Plätzen stehenden Teams qualifizieren sich für die Playoffs. Das beste Team der Hauptrunde spielt im Halbfinale gegen den Vierten, während der Zweite gegen den Dritten spielt. Im Halbfinale und im Finale gilt der best of three modus.

## Tabelle
Abschlusstabelle nach Ende der Hauptrunde
- Für die Play-offs qualifiziert

| Pl. | Team                  | Spiele | Siege | Niederlagen | Siegquote | Punkte+ | Punkte- | Punktedifferenz | Heimbilanz | Auswärtsbilanz |
| --- | --------------------- | ------ | ----- | ----------- | --------- | ------- | ------- | --------------- | ---------- | -------------- |
| 01. | New Zealand Breakers  | 28     | 24    | 4           | 85,71 %   | 2296    | 2070    | +226            | 13:1       | 11:3           |
| 02. | Perth Wildcats        | 28     | 22    | 6           | 78,57 %   | 2195    | 1885    | +310            | 13:1       | 9:5            |
| 03. | Wollongong Hawks      | 28     | 13    | 15          | 46,43 %   | 2104    | 2087    | +17             | 8:6        | 5:9            |
| 04. | Sydney Kings          | 28     | 12    | 16          | 42,86 %   | 2102    | 2222    | −120            | 7:7        | 5:9            |
| 05. | Melbourne Tigers      | 28     | 12    | 16          | 42,86 %   | 2092    | 2163    | −71             | 7:7        | 5:9            |
| 06. | Cairns Taipans        | 28     | 11    | 17          | 39,29 %   | 2074    | 2137    | −62             | 6:8        | 5:9            |
| 07. | Townsville Crocodiles | 28     | 10    | 18          | 35,71 %   | 2063    | 2242    | −219            | 8:6        | 2:12           |
| 08. | Adelaide 36ers        | 28     | 8     | 20          | 28,57 %   | 2091    | 2211    | −120            | 4:10       | 4:10           |

## Play-offs

### Modus
Die auf den ersten vier Plätzen der Abschlusstabelle der regulären Saison platzierten Mannschaften qualifizieren sich für die Play-offs. Die beste Mannschaft tritt dabei gegen die viertbeste und die zweitbeste gegen die drittbeste Mannschaft an. Das Halbfinale und das Finale werden im Best-of-three-Modus entschieden.

### Spiele
|  | Halbfinale | Halbfinale           | Halbfinale | Halbfinale | Halbfinale |  |  | Finale | Finale               | Finale | Finale | Finale |
|  |            |                      |            |            |            |  |  |        |                      |        |        |        |
|  |            |                      |            |            |            |  |  |        |                      |        |        |        |
|  | 1          | New Zealand Breakers | 81         | 99         |            |  |  |        |                      |        |        |        |
|  | 4          | Sydney Kings         | 64         | 88         |            |  |  |        |                      |        |        |        |
|  |            |                      |            |            |            |  |  | 1      | New Zealand Breakers | 79     | 70     |        |
|  |            |                      |            |            |            |  |  | 2      | Perth Wildcats       | 67     | 66     |        |
|  | 2          | Perth Wildcats       | 93         | 85         |            |  |  |        |                      |        |        |        |
|  | 3          | Wollongong Hawks     | 65         | 81         |            |  |  |        |                      |        |        |        |
|  |            |                      |            |            |            |  |  |        |                      |        |        |        |

## Individuelle Auszeichnungen
- Most Valuable Player der regulären Saison (Andrew Gaze Trophy): Cedric Jackson (New Zealand Breakers)
- Rookie of the Year: Cameron Gliddon (Cairns Taipans)
- Best Defensive Player (Damian Martin Trophy): Damian Martin (Perth Wildcats)
- Best Sixth Man: Adris Deleon (Wollongong Hawks)
- Most Improved Player: Ben Madgen (Sydney Kings)
- Coach of the Year (Lindsay Gaze Trophy): Andrej Lemanis (New Zealand Breakers)
- Referee of the Year: Michael Aylen
- All-NBL First Team:
  - Cedric Jackson (New Zealand Breakers)
  - Kevin Lisch (Perth Wildcats)
  - Ben Madgen (Sydney Kings)
  - Seth Scott (Melbourne Tigers)
  - Matthew Knight (Perth Wildcats)
- All-NBL Second Team:
  - Gary Ervin (Townsville Crocodiles)
  - Jonny Flynn (Melbourne Tigers)
  - Damian Martin (Perth Wildcats)
  - Mika Vukona (New Zealand Breakers)
  - Daniel Johnson (Adelaide 36ers)
- All-NBL Third Team:
  - Jamar Wilson (Cairns Taipans)
  - Adam Gibson (Adelaide 36ers)
  - Thomas Abercrombie (New Zealand Breakers)
  - Shawn Redhage (Perth Wildcats)
  - Ian Crosswhite (Sydney Kings)

- Grand Final Series MVP (Larry Sengstock Medal): Cedric Jackson (New Zealand Breakers)